# Bizarrap
Gonzalo Julián Conde (Ramos Mejía, Buenos Aires 29 de agosto de 1998), mais conhecido como Bizarrap, é um DJ e produtor musical argentino. 
Ele é conhecido por suas "BZRP Music Sessions", que produz ao lado de vários artistas, tais como Nathy Peluso, Nicky Jam, Anuel AA, Residente, Paulo Londra, Shakira, entre outros.

## Biografia
Conde nasceu em Ramos Mejía, nos arredores de Buenos Aires, Argentina, em 29 de agosto de 1998. Começou a fazer rap aos 14 anos. Fez curso de marketing na Universidade Argentina da Empresa.

## Carreira

### 2017: O começo
A carreira de Bizarrap carreira começou em 2017 com "Combos Locos" (em português: Combinações malucas) onde inseria os destaques das batalhas  argentinas de freestyle de uma maneira irónica e bizarra, e foi daí que ele ganhou sua alcunha, que é a mistura das palavras bizarro e rap, através de remixagens e vídeos criados por ele mesmo os quais postava no YouTube. Enquanto isso ele também produzia remixes para seus amigos Lit Killah, Kodigo, Ecko e outros rappers locais. O primeiro hit a ter sucesso foi o remix intitulado "No Vendo Trap" do cantor Duki e é graças a este lançamento que também outros artistas argentinos como Dani, Ecko, Paulo Londra e Khea convidaram-no para fazer remixagens das músicas deles.

### 2018 — atualidade: BZRP Music Sessions e BZRP Freestyle Sessions
A 17 de novembro de 2018, lançou sua primeira "Session Freestyle", ao lado do rapper argentino Kodigo. Aos poucos, outras referências do freestyle argentino como G Sony e Acru juntaram-se a ele, e em fevereiro de 2019 lançou suas primeiras Music Sessions, junto com Bhavi.
Em outubro de 2020, lançou o single "Jugador del Año" com os rappers Trueno e Acru, esta acabou por ser a música principal da Copa da Liga Profissional de Futebol de 2020. No final desse mesmo ano colaborou com Nicki Nicole e Dread Mar-I no single "Verte". Com mais de 17 milhões de streams mensais no Spotify, entrou para a lista dos 300 artistas mais ouvidos mundialmente em 2020.
Em 2021, teve milhões de visualizações no YouTube para suas famosas "Music Sessions", entre elas: a "L-Gante: BZRP Music Sessions, Vol. 38", com mais de 250 milhões, "Snow Tha Product: BZRP Music Sessions Vol. 39", com mais de 150 milhões ou "Eladio Carrión: BZRP Music Sessions, Vol. 40", com mais de 100 milhões. Nesse mesmo ano, ele também foi indicado ao Grammy Latino em quatro categorias: melhor fusão/interpretação urbana, melhor música de rap/hip hop, melhor artista revelação e produtor do ano.
Em março de 2022, se apresentou no Lollapalooza Argentina 2022, a fechar o primeiro dia do festival num show com mais de 94.000 pessoas. Nesse mesmo ano, o produtor ganhou reconhecimento em Portugal graças à "Quevedo: Bzrp Music Sessions, Vol. 52" que manteve por vários meses o 1.º lugar nas tabelas das plataformas digitais de música no país.
A 11 de janeiro de 2023, BZRP lançou a "Shakira: BZRP Music Sessions, Vol. 53" com várias críticas ao ex-companheiro da cantora colombiana, o futebolista Gerard Piqué, tornando-se um fenómeno mundial. A música quebrou recordes, ambos os artistas ganharam Guinness Awards. É o vídeo de música latina mais visto no YouTube em 24 horas, vídeo latino mais rápido a chegar a 100 milhões de visualizações no YouTube, música latina mais transmitida no Spotify em 24 horas e música latina mais transmitida do Spotify durante uma semana. Para além dos diversos records batidos, a música ganhou também o Latin GRAMMY: Shakira & Bizarrap de Música do Ano 2023.    